# Стівен Лустю
Стівен Лустю (дан. Steven Lustü, нар. 13 квітня 1971, Вордінгборг) — данський футболіст, що грав на позиції захисника.
Виступав, зокрема, за клуб «Герфельге», з яким став чемпіоном Данії, а також національну збірну Данії, у складі якої брав участь у чемпіонаті світу 2002 року.

## Клубна кар'єра
У дорослому футболі дебютував 1991 року виступами за команду клубу «Нествед», в якій провів два сезони, взявши участь у 19 матчах чемпіонату.
У 1993 році Лустю перейшов в інший клуб Суперліги, «Герфельге», з яким він став чемпіоном Данії в 2000 році. Всього Стівен відіграв за команду з Герфельге сім сезонів своєї ігрової кар'єри. Більшість часу, проведеного у складі «Герфельге», був основним гравцем захисту команди.
У 2000 році Стівен на один сезон перейшов у столичний «Академіск». 2002 року перейшов в норвезький «Люн». Він грав майже в кожній грі за «Люн» і був дуже популярним у клубі. Тут йому дали прізвисько «Психо» через його безкомпромісний стиль гри.
В грудні 2006 року Стівен повернувся в Данію, підписавши контракт з «Сількеборгом». Перший матч Данської Суперліги за «Сількеборг» зіграв 11 березня 2007 року проти «Горсенса», а останній — 6 грудня 2009 року проти «Брондбю», після чого завершив професійну ігрову кар'єру.

## Виступи за збірну
У серпні 2000 року, в матчі проти збірної Фарерських островів дебютував в офіційних матчах у складі національної збірної Данії під проводом Мортена Ольсена.
У складі збірної був учасником чемпіонату світу 2002 року в Японії і Південній Кореї, але провів весь турнір на лавці запасних.
Виступав за збірну Данії у провальній Кваліфікації до ЧС—2006. Останній матч за збірну зіграв 9 лютого 2005 року проти Збірної Греції. Всього протягом кар'єри у національній команді, яка тривала 6 років, провів у формі головної команди країни лише 9 матчів.

## Титули і досягнення
- Чемпіон Данії (1):

«Герфельге»: 1999/00